# Jane Barnell
Jane Barnell (3 de enero de 1871- 21 de julio de 1945) fue una mujer barbuda estadounidense que trabajó como artista de circo bajo el nombre de Lady Olga o Madame Olga.

## Biografía
Jane Barnell nació en Wilmington (Carolina del Norte), siendo la hija de George Barnell (un judío ruso nómada fabricante de caravanas) y su mujer, una irlandesa de ascendencias catawbana. Fue la segunda hija del matrimonio y tenía tres hermanas y dos hermanos. Le pusieron el nombre por su abuela materna. Su madre era de Condado de York (Carolina del Norte). A los dos años le empezó a salir barba y, por ese motivo, su madre la llevó a médicos hoodoo y otros curanderos para ver si podían curarle la enfermedad.
En 1875, a los 4 años, su madre la vendió al Circo de la Gran Familia Oriental cuando su padre estaba en Baltimore de viaje de negocios. El circo estaba formado por una mujer musulmana que trabajaba como directora, dos de sus hijas que eran bailarinas y dos hijos que hacían malabares y eran funambulistas. Jane pasó varios meses de gira con el circo por el sur de los Estados Unidos antes de mudarse a Nueva Orleans para irse a Europa. En Europa se fueron de gira con un circo alemán. En Berlín enfermó de tifus y fue trasladada a un hospital de beneficencia y, posteriormente, a un orfanato. A los 5 años su padre la encontró y se especula que pudo ser porque hubiera rastreado la actividad del circo desde las dos Carolinas hasta Europa o porque la propietaria del circo hizo que la policía de Berlín contactara con el sheriff de Wilmington.
Tras el incidente, Barnell se fue a vivir con su abuela catawbana en el Condado de Mecklenburg (Carolina del Norte) y empezó a afeitarse para que no se le notara tanto. Su abuela le contaba historias de Florence Nightingale, lo que la inspiró a trabajar como aprendiz de enfermera en el viejo hospital de Wilimington a los 17 años. Trabajó allí durante un año hasta que tuvo un incidente muy poco agradable que le hizo pensar que jamás tendría una vida normal y decidió volver a la granja de su abuela. El 1892 conoció a un artista de circo llamado William Heckler quien le dijo que le iba a conseguir un trabajo en el Circo de John Robinson si dejaba de afeitarse. Probó suerte con diferentes nombres artísticos hasta que se decidió por el de Lady Olga Roderick, cuando su barba medía 31 centímetros. Cada invierno regresaba a Carolina del Norte hasta que su abuela falleció en 1899. Trabajó en el circo de Robinson durante 14 años.
Durante un tiempo, Barnell se fue de gira con una multitud de circos entre los que se encuentra el Circo de los Hermanos Ringling y, posteriormente, se unió al elenco del Museo de Hubert en Times Square (Nueva York). Apareció en varias películas, siendo la más famosa La parada de los monstruos de Tod Browning (1932) y, según el DVD de la película, fue una experiencia que la traumatizó por la manera de representar a los artistas de circo en la película.

## Vida personal
Barnell se casó cuatro veces. Su primer matrimonio fue con un músico alemán que tocaba en el Circo de John Robinson con quien tuvo dos hijos. Tanto su marido como sus dos hijos fallecieron años después. Su segundo marido fue un aeronauta asesinado meses después de la boda. Su tercer matrimonio fue con un alcohólico del que se divorció. Su último matrimonio fue con su mánager, Thomas O’Boyle, un ex payaso huérfano y artista en el Museo de Hubert. 
Tras convertirse en artista perdió prácticamente todo el contacto con su familia. Creía que todos pensaban que ella era una desgracia. En 1940 declaró no haber visto a sus familiares en 22 años y creía que estaban muertos. Una de sus hermanas trabajaba como enfermera cuidando de niños chinos ciegos.